# Nahr al Jaamani
Le Nahr al Jaamani, ou rivière du Jaamani, est un affluent de Nahr Beyrouth qui prend sa source dans la montagne libanaise, près de la ville de Beit Mery par laquelle elle passe plus bas dans la vallée. Cette rivière, qui mesure un peu moins de 10 kilomètres, s'assèche en été et n'est pas navigable.